# Géométrisation des 3-variétés

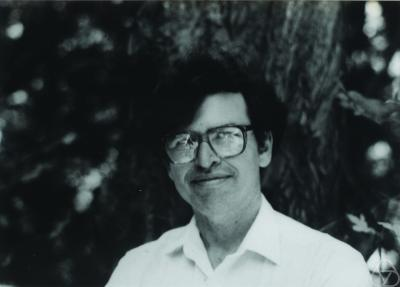
William Thurston, 1991

En géométrie, la conjecture de géométrisation de Thurston affirme que les 3-variétés compactes peuvent être décomposées en sous-variétés admettant l'une des huit structures géométriques appelées géométries de Thurston. Formulée par William Thurston en 1976, cette conjecture fut démontrée par Grigori Perelman en 2003.

## La conjecture
On dit qu'une variété est fermée si elle est compacte et sans bord, et qu'elle est indécomposable (en) si elle n'est pas somme connexe de variétés qui ne sont pas des sphères. D'après le théorème de décomposition de Milnor, toute variété fermée orientable de dimension 3 possède une décomposition unique en somme connexe de variétés indécomposables (cette décomposition existe encore, mais n'est plus toujours unique dans le cas de variétés non orientables). Cela ramène essentiellement l'étude des variétés de dimension 3 aux variétés indécomposables.
Les surfaces (ou plus précisément les variétés riemanniennes de dimension 2, c'est-à-dire les variétés de dimension 2 possédant une structure métrique) qui sont connexes et simplement connexes peuvent être uniformisées, c'est-à-dire mises en bijection conforme avec l'une des trois surfaces, correspondant aux trois « géométries de référence », que sont la sphère (pour la géométrie sphérique), le plan (pour la géométrie euclidienne) et la pseudo-sphère correspondant à la géométrie hyperbolique : c'est le théorème d'uniformisation de Poincaré (qu'on énonce souvent pour le cas équivalent des surfaces de Riemann). La conjecture de géométrisation, formulée par William Thurston en 1976, et démontrée par Grigori Perelman en 2003, affirme que, de manière analogue :
Conjecture de géométrisation — Toute variété de dimension 3 fermée, orientable et indécomposable peut être découpée selon des tores, de telle sorte que l'intérieur de chaque sous-variété ainsi obtenue soit géométrisable, avec un volume fini.
On remarque que l'énoncé de la conjecture est plus complexe que son analogue 2-dimensionnel (du moins pour des variétés simplement connexes), car dans ce dernier cas, il est possible de "géométriser" globalement la surface.
La signification technique de l'adjectif géométrisable, ainsi que la liste des huit géométries possibles, seront détaillées dans la section suivante.
Un énoncé analogue peut être donné dans le cas de variétés non orientables, mais le recollement doit alors se faire selon d'autres surfaces (le plan projectif réel et la bouteille de Klein), et des difficultés techniques supplémentaires apparaissent, aussi on préfère généralement passer par le 2-revêtement orientable de la variété.
Cette conjecture en implique plusieurs autres, la plus célèbre étant la conjecture de Poincaré ; celles-ci sont donc désormais démontrées.

## Les huit géométries de Thurston

### Définitions
Une géométrie modèle est une variété différentielle simplement connexe X munie d'une action transitive (différentiable) d'un groupe de Lie G sur X, dont les stabilisateurs sont compacts.
On dit qu'une géométrie modèle est maximale si
G est le plus grand groupe agissant de cette manière sur X ; cette condition est parfois ajoutée à la définition d'une géométrie modèle.
Une structure géométrique sur une variété M est un difféomorphisme de M vers X/Γ pour une certaine géométrie modèle X, où Γ est un sous-groupe discret de G agissant librement sur X. Si une variété admet une structure géométrique, elle en admet une dont la géométrie modèle est maximale.
Les géométries modèles X à trois dimensions considérées par la conjecture de Thurston sont celles qui sont maximales, et pour lesquelles il existe une variété compacte admettant une structure géométrique ayant X pour modèle ; on dit qu'une variété ayant cette propriété est géométrisable. Thuston montra qu'il existe 8 géométries modèles satisfaisant ces conditions ; elles sont aussi connues sous le nom de géométries de Thurston, et détaillées ci-dessous (il existe également un nombre infini non dénombrable de géométries modèles n'admettant pas de quotients compacts).

### La géométrie sphériqueS3
Le stabilisateur des points de la variété est O3(R), et le groupe G est le groupe de Lie O4(R), de dimension 6, ayant deux composantes connexes ; la géométrie (c'est-à-dire la métrique) correspondante est l'analogue tridimensionnel de la géométrie sphérique usuelle.
Les variétés correspondantes sont précisément les variétés fermées de dimension 3 dont le groupe fondamental est fini. Parmi ces variétés, on trouve par exemple la 3-sphère, la sphère d'homologie de Poincaré et les espaces lenticulaires ; une liste complète se trouve dans l'article Variété sphérique (en).
Sous l'action du flot de Ricci, les variétés ayant cette géométrie se contractent en un point en un temps fini.

### La géométrie euclidienneE3
Le stabilisateur des points de la variété est O3(R), et le groupe G est le groupe de Lie R3{\displaystyle \rtimes }O3(R), de dimension 6, ayant 2 composantes connexes.
la géométrie correspondante est la géométrie euclidienne usuelle.
Parmi les exemples, on trouve le 3-tore (S1)3, et plus généralement le tore d'application d'un
automorphisme d'ordre fini du 2-tore. Il y a exactement 10 variétés fermées ayant cette géométrie ; 6 sont orientables et 4 non orientables.
Sous l'action du flot de Ricci, ces variétés restent invariantes globalement.

### La géométrie hyperboliqueH3
Le stabilisateur des points de la variété est O3(R), et le groupe G est le groupe de Lie O1,3(R)+, de dimension 6, ayant 2 composantes connexes. La géométrie correspondante est l'analogue tridimensionnel de la géométrie hyperbolique usuelle.
Il y a énormément d'exemples de cette géométrie, et leur classification n'est pas complètement comprise. L'exemple de plus petit volume connu est la variété de Weeks (en). La conjecture de géométrisation implique qu'une variété fermée est hyperbolique si et seulement si elle est irréductible, atoroïdale (en) et de groupe fondamental infini.
Sous l'action du flot de Ricci, ces variétés se dilatent.

### La géométrie deS2×R
Le stabilisateur des points de la variété est O2(R)×Z/2Z, et le groupe G est O3(R)×R.Z/2Z, ayant 4 composantes connexes.
Les quatre variétés de volume fini ayant cette géométrie sont : S2×S1, le tore de l'application antipodale de S2, la somme connexe de deux copies de l'espace projectif (réel) de dimension 3, et le produit de S1 avec le plan projectif. Les deux premières sont les seuls exemples de 3-variétés qui soient indécomposables, mais non irréductibles (voir le théorème de décomposition de Milnor) ; la troisième est le seul exemple d'une somme connexe non triviale qui puisse être munie d'une structure géométrique. Cette géométrie modèle est la seule qui ne puisse être réalisée comme métrique invariante à gauche d'un groupe de Lie de dimension 3.
Sous l'action du flot de Ricci, ces variétés convergent vers des variétés de dimension 1, c'est-à-dire des courbes.

### La géométrie deH2×R
Le stabilisateur des points de la variété est O2(R) × Z/2Z, et le groupe G est O1,2(R)+ × R.Z/2Z, ayant 4 composantes connexes.
Parmi les exemples figurent le produit d'une surface hyperbolique et d'un cercle, ou plus généralement le tore d'application d'une isométrie d'une surface hyperbolique. Les variétés orientables de volume fini ayant cette géométrie ont la structure d'un fibré de Seifert (les variétés non orientables, bien que fibrées en cercles, ne sont pas nécessairement des fibrés de Seifert ; leurs voisinages peuvent être des bouteilles de Klein plutôt que des tores pleins). La classification de ces variétés orientables est donnée dans l'article sur les fibrés de Seifert.
Sous l'action du flot de Ricci normalisé, ces variétés convergent vers des variétés de dimension 2.

### La géométrie du revêtement universel deSL2(R)
On note {\displaystyle \scriptstyle {\widetilde {\rm {SL}}}_{2}(\mathbb {R} )} le revêtement universel de SL2(R) ; c'est un fibré ayant pour base le plan hyperbolique H2. Le stabilisateur des points de la variété est O2(R). Le groupe G possède 2 composantes connexes ; la composante de l'identité a pour structure {\displaystyle \scriptstyle \left(\mathbb {R} \times {\widetilde {\rm {SL}}}_{2}(\mathbb {R} )\right)/\mathbb {Z} }.
Parmi les exemples, on trouve la variété des vecteurs unité du fibré tangent d'une surface hyperbolique, et plus généralement les sphères d'homologie de Brieskorn (à l'exception de la 3-sphère et de la sphère d'homologie de Poincaré).
Sous l'action du flot de Ricci normalisé, ces variétés convergent vers des variétés de dimension 2.

### La géométrie Nil
C'est un fibré ayant pour base E2, dont la géométrie est celle du groupe de Heisenberg. Le stabilisateur des points de la variété est O2(R). Le groupe G possède 2 composantes connexes, et est le produit semi-direct du groupe de Heisenberg (de dimension 3) par le groupe O2(R) des isométries du cercle.
Parmi les variétés compactes ayant cette géométrie, on trouve le tore d'application d'un twist de Dehn (en) d'un 2-tore, ainsi que le quotient du groupe de Heisenberg par le réseau de Heisenberg. Les variétés de volume fini ayant cette géométrie sont compactes et orientables, et ont la structure d'un fibré de Seifert.
Sous l'action du flot de Ricci normalisé, ces variétés convergent vers R2, muni de la métrique euclidienne.

### La géométrie Sol
C'est un fibré en plans ayant pour base la droite R. Le stabilisateur des points de la variété est le groupe diédral d'ordre 8. Le groupe G possède 8 composantes connexes, et est formé des isométries de l'espace de Minkowski, et des "anti-isométries" de cet espace multipliant la métrique par -1. La composante connexe de l'identité possède un sous-groupe normal R2 de groupe quotient R, où R agit sur R2 en ayant deux sous-espaces propres réels, correspondant à deux valeurs propres réelles distinctes de produit 1.
Toutes les variétés de volume fini ayant cette géométrie sont compactes. Ce sont soit les tores d'application d'un difféomorphisme d'Anosov du 2-tore (donné par une matrice 2×2 à coefficients entiers et inversible dont les valeurs propres sont réelles et distinctes, telle que {\displaystyle \scriptstyle {2\,1 \choose 1\,1}}), soit des quotients de ces tores par des groupes d'ordre 8 au plus.
Sous l'action du flot de Ricci normalisé, ces variétés convergent (assez lentement) vers la droite R1.

## Unicité
Une variété peut avoir de nombreuses structures géométriques du même type, mais distinctes, par exemple une surface de genre 2 au moins possède un continuum de métriques hyperboliques toutes différentes. Cependant, une variété fermée de dimension 3 ne peut avoir au maximum qu'un des 8 types précédents de structure géométrique (mais des variétés non compactes de volume fini peuvent parfois avoir des structures géométriques de plusieurs types différents). Plus précisément, si M est une variété ayant une structure géométrique de volume fini, alors le type de cette structure géométrique est presque déterminé par son groupe fondamental π1(M) selon les règles suivantes :
- Si π1(M) est fini, la structure géométrique sur M est sphérique, et M est compacte.
- Si π1(M) est virtuellement[note 1] cyclique, mais non fini, la structure géométrique sur M est S2×R, et M est compacte.
- Si π1(M) est virtuellement abélien, mais non virtuellement cyclique, la structure géométrique sur M est euclidienne, et M est compacte.
- Si π1(M) est virtuellement nilpotent, mais non virtuellement abélien, la structure géométrique sur M est la géométrie Nil, et M est compacte.
- Si π1(M) est virtuellement résoluble, mais non virtuellement nilpotent, la structure géométrique sur M est la géométrie Sol, et M est compacte.
- Si π1(M) possède un sous-groupe normal infini cyclique, mais n'est pas virtuellement résoluble, la structure géométrique sur M est soit H2×R, soit le revêtement universel de SL2(R). M peut être compacte ou non compacte. Si M est compacte, les deux cas peuvent être distingués selon que π1(M) possède ou non un sous-groupe d'indice fini qui se décompose comme un produit semi-direct du sous groupe cyclique normal et d'un autre sous-groupe. Si la variété n'est pas compacte, le groupe fondamental ne permet pas de distinguer les deux géométries, et il y a des exemples (tels que le complémentaire du nœud de trèfle) de variétés admettant une structure géométrique de volume fini des deux types.
- Si π1(M) ne possède pas de sous-groupe normal infini cyclique et n'est pas virtuellement résoluble, la structure géométrique sur M est hyperbolique, et M peut être compacte ou non compacte.

Des variétés de volume infini peuvent posséder de nombreuses structures géométriques : ainsi, R3 peut être muni de six des huit structures géométriques précédentes. De plus, il existe une infinité d'autres structures géométriques n'ayant pas de modèles compacts ; c'est par exemple le cas de la géométrie de presque tous les groupes de Lie tridimensionnels non unimodulaires.
Par ailleurs, il peut exister plusieurs décompositions de la même variété fermée en morceaux géométrisables, même en éliminant les sommes connexes "triviales" obtenues en ajoutant une 3-sphère. Ainsi :
- La somme connexe de deux espaces projectifs de dimension 3 a une géométrie de type S2×R, et est aussi la somme connexe de deux variétés de géométrie sphérique.
- Le produit d'une surface de courbure négative et d'un cercle est géométrisable, mais peut aussi être coupée le long de tores en morceaux plus petits, eux aussi géométrisables ; il y a beaucoup d'exemples analogues parmi les fibrés de Seifert.

Bien qu'il soit possible de définir pour toute variété une décomposition "canonique" en morceaux géométrisables, par exemple en la décomposant d'abord en somme de variétés indécomposables, puis en découpant ces dernières en utilisant le nombre minimum de tores, cette décomposition n'est pas nécessairement celle qui serait produite par le flot de Ricci ; en fait, on peut obtenir ainsi de nombreux découpages non équivalents, en fonction du choix initial de la métrique.

## Historique
Thurston énonça sa conjecture en 1976 ; au début des années 80, il démontra son théorème d'hyperbolisation (en) pour les variétés de Haken (en), ce qui lui valut la médaille Fields en 1982.
L'analyse du cas des 3-variétés qui "devraient" être sphériques fut plus lente, mais amena Richard S. Hamilton à développer la technique du flot de Ricci. En 1982, Hamilton montra qu'étant donnée une variété fermée de métrique ayant une courbure de Ricci positive, le flot de Ricci la contractait en un point en un temps fini, ce qui démontrait la conjecture de géométrisation dans ce cas, car la métrique devient "presque sphérique" juste avant la fin de la contraction. Il devait par la suite développer un programme de démonstration de la conjecture dans le cas général, utilisant le flot de Ricci en combinaison avec des techniques de chirurgie topologique. Le flot de Ricci produit en général des singularités, mais l'idée est qu'il devrait être possible de les exciser, et de continuer le flot sur la nouvelle variété ainsi obtenue.
En 2003, Grigori Perelman esquissa une preuve de la conjecture en montrant que le flot peut en effet être prolongé, et que le comportement final de la variété est celui qui avait été prédit par Hamilton. La principale difficulté de cette preuve était son usage critique du théorème 7.4 de sa prépublication intitulée Ricci flow with surgery on three-manifolds ("Flot de Ricci et chirurgie sur les 3-variétés"). Perelman énonçait ce théorème sans démonstration, mais il en existe à présent trois démonstrations distinctes : ainsi, par exemple, la méthode de Shioya et Yamaguchi, qui utilise entre autres le théorème de stabilité de Perelman,; plus récemment, Morgan et Tian en ont donné une preuve n'utilisant que le flot de Ricci. Une fois le théorème 7.4 de Perelman prouvé, la conjecture de géométrisation en découle « facilement » .

## Divers
Le couturier Issey Miyake a conçu des vêtements féminins inspirés par ce théorème, présentés lors d'un défilé au Carrousel du Louvre en mars 2010.